# Ребус (кратки филм)
„Ребус” је југословенски кратки филм из 1985. године. Режирао га је Никола Стојановић који је написао и сценарио.

## Улоге
| Глумац           | Улога |
| ---------------- | ----- |
| Боро Стјепановић |       |
| Дара Стојиљковић |       |